# Coupe Mitropa 1955
Navigation
Édition précédente Édition suivante
La Coupe Mitropa 1955 est la quinzième édition de la Coupe Mitropa. C'est la première édition de la coupe post-seconde guerre mondiale

## Compétition
Les matchs sont en format aller-retour. 

### Tour préliminaire
| Équipe 1              | Résultat | Équipe 2      | Aller | Retour | Appui |
| --------------------- | -------- | ------------- | ----- | ------ | ----- |
| MTK Budapest FC       | 5 - 5    | Admira Vienne | 3 - 3 | 2 - 2  | 5 - 1 |
| FK Vojvodina Novi Sad | 9 - 5    | AS Rome       | 4 - 1 | 5 - 4  |       |

### Quarts de finale
| Équipe 1                      | Résultat | Équipe 2          | Aller | Retour |
| ----------------------------- | -------- | ----------------- | ----- | ------ |
| Budapest Honvéd Football Club | 10 - 6   | Wiener Sport-Club | 5 - 2 | 5 - 4  |
| Bologne FC                    | 2 - 7    | Dukla Prague      | 2 - 4 | 0 - 3  |
| FK Vojvodina Novi Sad         | 0 - 3    | Slovan Bratislava | 0 - 0 | 0 - 3  |
| MTK Budapest FC               | 8 - 3    | HNK Hajduk Split  | 6 - 0 | 2 - 3  |

### Demi-finales
| Équipe 1                      | Résultat | Équipe 2          | Aller | Retour | Appui |
| ----------------------------- | -------- | ----------------- | ----- | ------ | ----- |
| Budapest Honvéd Football Club | 6 - 7    | MTK Budapest FC   | 5- 2  | 1 - 5  |       |
| Dukla Prague                  | 2 - 2    | Slovan Bratislava | 0 - 0 | 2 - 2  | 2 - 1 |

### Finale
| Équipe 1        | Résultat | Équipe 2     | Aller | Retour |
| --------------- | -------- | ------------ | ----- | ------ |
| MTK Budapest FC | 8 - 1    | Dukla Prague | 6 - 0 | 2 - 1  |